# Patrick Blanc

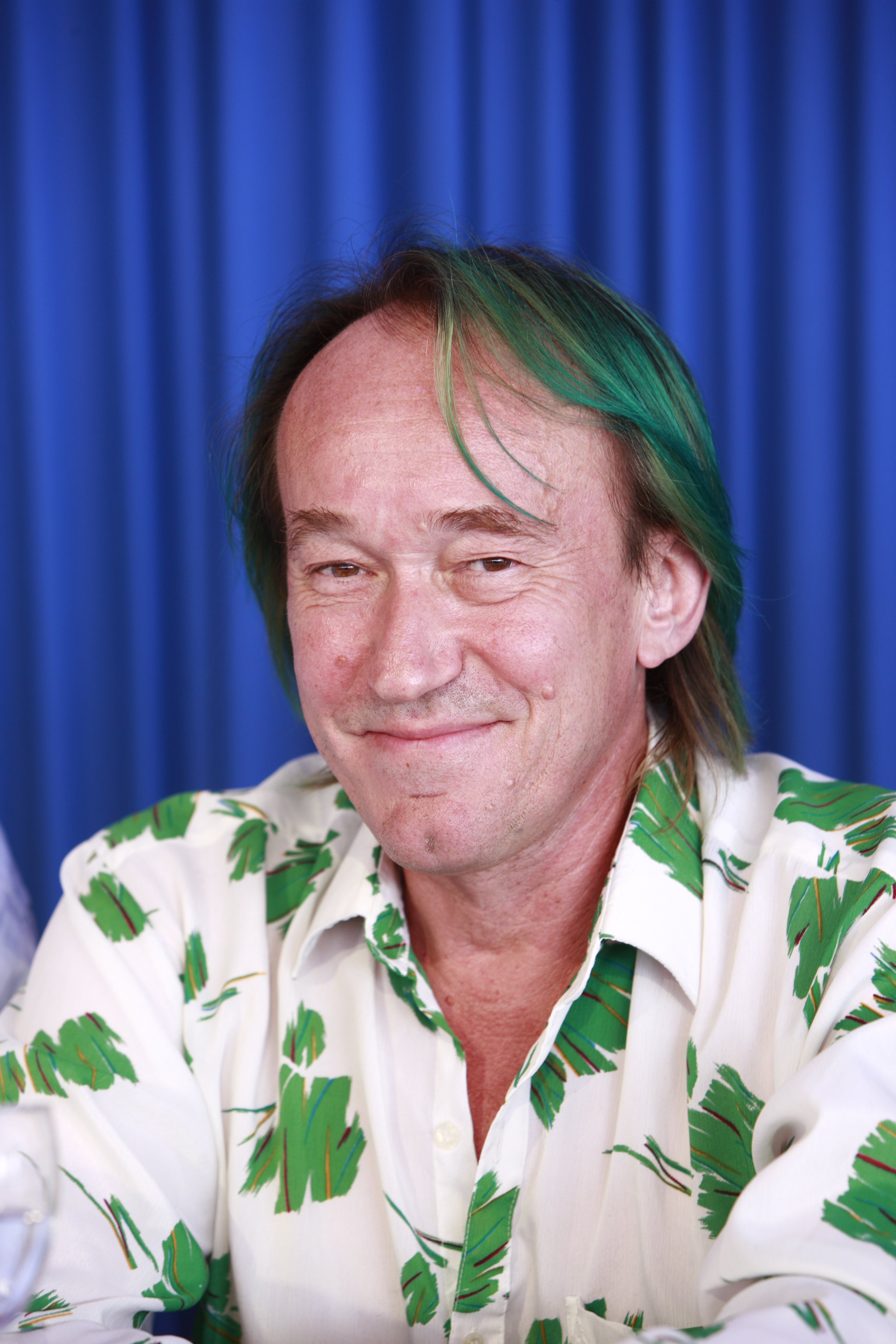
Patrick Blanc, 2008

Patrick Blanc (* 3. Juni 1953 in Paris) ist ein französischer Botaniker und international bekannter Gartenarchitekt und -künstler. Bis 2014 arbeitete er am CNRS.
Blanc wurde durch seine „Pflanzenwände“ (französisch murs végétaux) bekannt, senkrechte Beete, auf denen er dem jeweiligen Lokalklima angepasste Pflanzen wachsen lässt. Die Erfindung von begrünten Wänden geht zurück auf ein Patent im Jahr 1938 von Professor Stanley Hart White an der University of Illinois, Urbana-Champaign; Blanc modernisierte das Verfahren und machte es weltweit bekannt.

## Leben und Werk

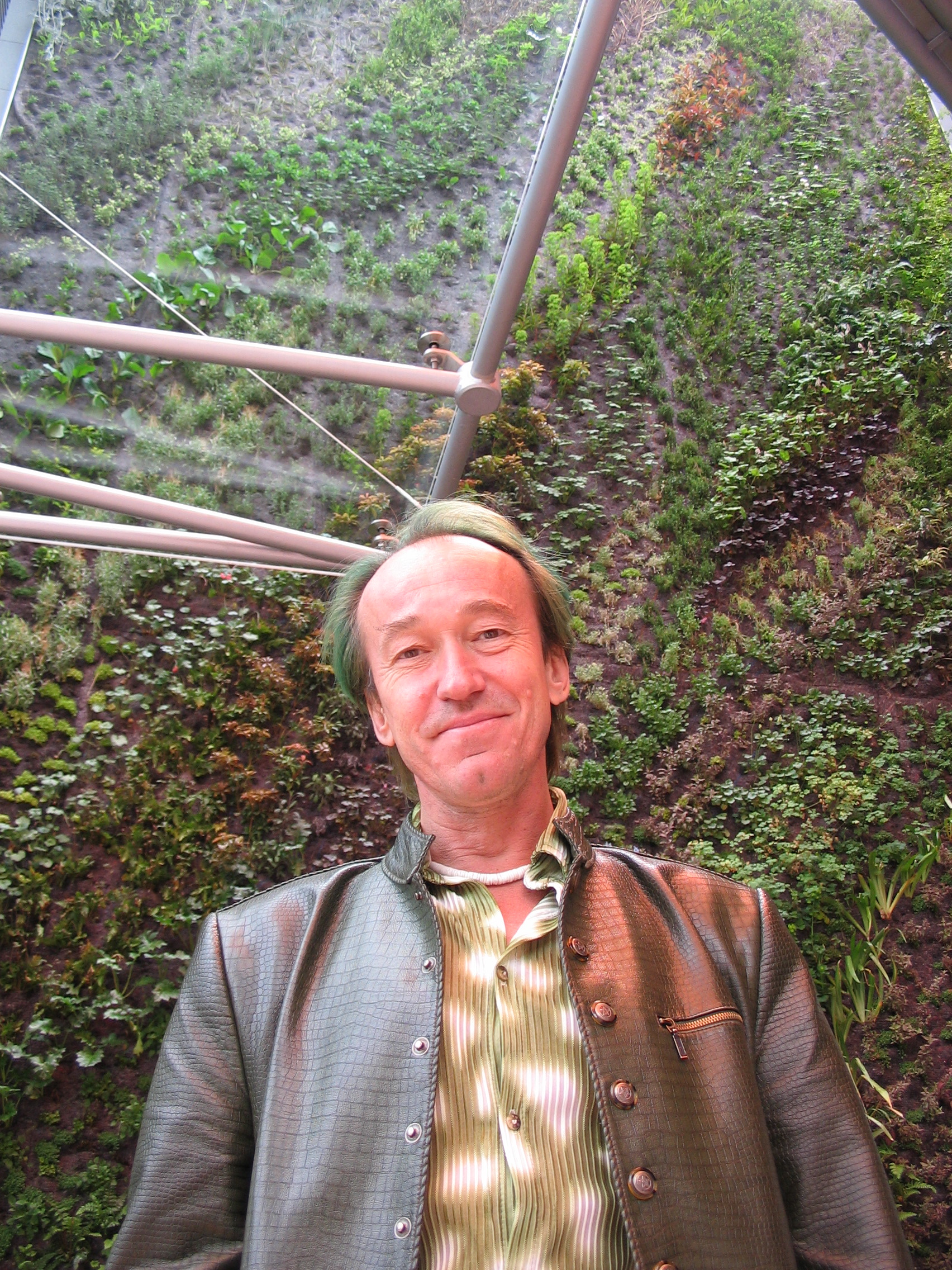
Patrick Blanc vor einer neubepflanzten Wand, 2006

Patrick Blanc besuchte eine protestantische Schule. Im Alter von etwa 10 bis 12 Jahren hielt er sich Aquarien. In der deutschen Fachzeitschrift Die Aquarien- und Terrarien-Zeitschrift (DATZ) hatte er mit Hilfe eines Wörterbuchs einen Bericht gelesen, dass es möglich ist, zur Reinigung von Aquarienwasser Philodendron-Wurzeln einzusetzen. Als nach wenigen Wochen neue Wurzeln im Wasser austrieben, wurde das für ihn zu einem Schlüsselerlebnis. Pflanzen können ohne Erdboden auskommen und müssen dafür auch nicht in mühsamer Weise beackert werden.
Im Alter von 19 Jahren ging er als Student nach Thailand in den Regenwald des Nationalparks Khao Yai. Dabei bemerkte er auch hier, dass Pflanzen an fast jedem erdenklichen Ort wachsen und keinen Erdboden brauchen, wenn sie nur Wasser und Licht bekommen. Er beobachtete Pflanzen, die von Kliffs hingen, an Felswänden emporklettern oder sich an Höhlendecken krallen. Nach seiner Rückkehr entwickelte er 1982 in seinem Haus in Paris seinen ersten vertikalen Garten.

### Vertikale Gärten
Für die Technik seines Begrünungsverfahrens ließ sich Blanc 1988 ein Patent erteilen. Der Aufbau beginnt mit einem Leichtmetallgerüst, das an einer Hauswand angebracht wird und auf dem dann PVC-Hartschaumplatten befestigt werden. Ganz oben werden Bewässerungsrohre montiert, die per Zeitschaltuhr drei- bis fünfmal täglich drei bis fünf Minuten lang Wasser abgeben. Auf die Platten kommt dann die erste Lage Filz aus Acryl, die aus recycelten Acrylfasern von Altwäsche besteht. Diese erwiesen sich als am meisten reißfest und sie verrotten auch nicht wie etwa Kokosfasern, Steinwolle, Moose oder Baumwoll-Putzlappen. „Was dieses Material auszeichnet, sind die dichtverschlungenen Fäden. Damit lässt sich sehr viel Wasser zurückhalten. Und es dient als Nährboden für viele Mikroorganismen, Bakterien, Pilzen und Ähnliches. Sie fangen organische Moleküle, die die Luft verschmutzen, ein und verwandeln sie in Dünger, den die Pflanzen dann über die Wurzeln aufnehmen. So werden Staubpartikel in der Luft biologisch umgesetzt, der Abrieb von Autoreifen und Ähnliches. Das Ganze funktioniert ein bisschen wie ein Biofilter.“
Darüber kommt eine zweite Lage Filz, in den Schlitze geschnitten werden, worin dann Setzlinge hineingesetzt werden. Um ein Reißen der Filzwände und Herabfallen der Pflanzen zu verhindern, tackert man die beiden Filzwände mit Edelstahlklammern fest. Der Erfolg der Bepflanzung hängt von der Auswahl von Pflanzen ab, die an Lage, Sonneneinstrahlung, Himmelsrichtung und Klima angepasst sein müssen. Hier kommen Patrick Blanc seine umfassenden Kenntnisse als Botaniker zugute. In Mitteleuropa wählt er eine Mischung winterfester Farne, Moose, Gräser und Büsche.

### Verschiedenes
Seit 1984 färbt sich Patrick Blanc Haarsträhnen grün. Seit 1986 lebt er mit dem Musiker Pascal Héni zusammen, laut Blanc „der wohl bekannteste Franzose in Indien“, da Héni fließend Hindi und Bengali spricht. Unter seinem Künstlernamen „Pascal of Bollywood“  hatte Héni Erfolge mit Bollywood-Schlagern auf Hindi und absolvierte viele Tourneen. In ihrem Haus im Pariser Vorort Ivry-sur-Seine hat Blanc in einem ehemaligen Gewerbehof neben einem vertikalen Garten auch ein 20.000-Liter-Wasserbecken als begehbares Aquarium aus Sicherheitsglas eingebaut. Prachtfinken und Brillenvögelchen hält er sich als Schädlingsfresser. Die Wandpflanzen erhalten ihre Nährstoffe aus dem Wasser des Aquariums.
Seinen Durchbruch als Gartenarchitekt erlebte Blanc 1994 beim Festival International des Jardins (Internationales Gartenfestival) in Chaumont sur Loire auf Einladung des Gartenarchitekten Eric Ossart.
2001 bat ihn die Designerin Andrée Putman, eine kahle Betonwand im Innenhof des Pariser Fünf-Sterne-Hotels Pershing Hall zu begrünen. In der Folge arbeitete er auch mit prominenten Architekten zusammen. Bekannt wurden seine grünen Wände am Verwaltungsgebäude des Museum Quai Branly von Jean Nouvel (2004). Herzog & de Meuron ließen ihn 2007 gegenüber dem Prado in Madrid eine 600 m² große Wand am Caixa-Forum gestalten.
2010 wurde Blanc zum Ehrenmitglied (Honorary Fellow) des Royal Institute of British Architects (RIBA) ernannt.
Im Jahr 2015 arbeitete er wieder mit dem Architekten Jean Nouvel an dem bislang höchsten Hochhaus mit vertikalen Gärten in Malaysias Hauptstadt Kuala Lumpur.

## Forschung
Patrick Blanc wurde 1978 mit einer Dissertation über Urwaldpflanzen des Unterholzes, die mit rund einem Prozent des Sonnenlichts auskommen, promoviert. 1989  habilitierte er sich (Docteur ès sciences) an der Université Pierre et Marie Curie (Université Paris VI) in Naturwissenschaften. Er war bis Mai 2014 Mitglied der Forschergruppe Ecosystèmes tropicaux: réponses aux perturbations naturelles et anthropiques (ECOTROP), die sich mit der Ökologie tropischer Regenwälder befasst. Die Forschergruppe firmiert unter der Bezeichnung UMR7179 Mécanismes Adaptatifs: des Organismes aux Communautés im Centre national de la recherche scientifique (CNRS) und im Muséum national d’histoire naturelle (MNHN) am Standort Brunoy.

## Galerie

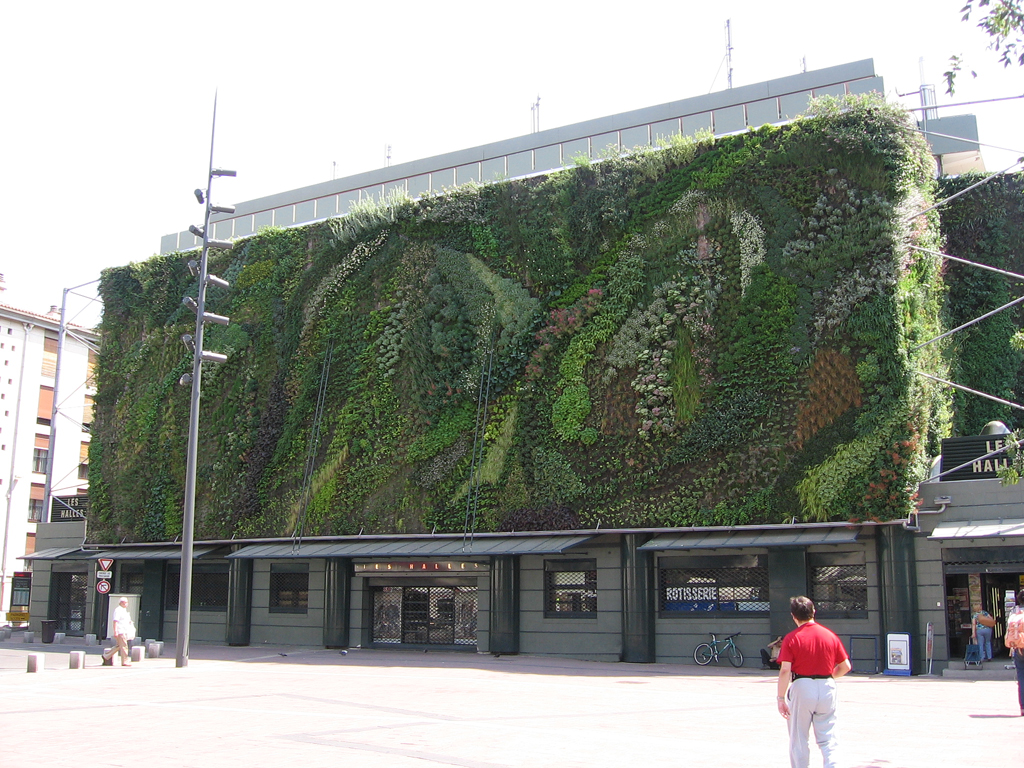
Pflanzenwand an der Markthalle von Avignon, 2005
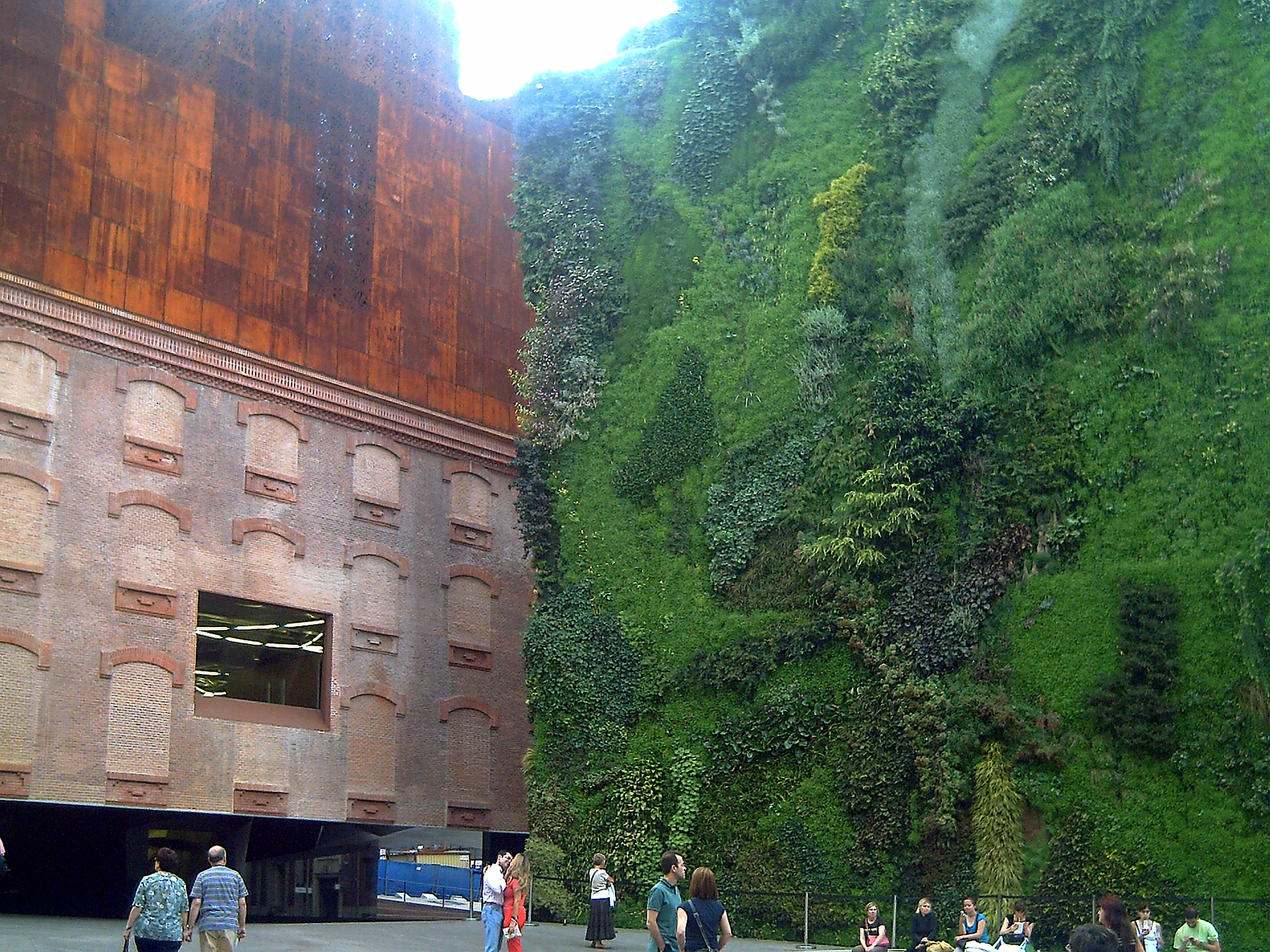
Pflanzenwand am CaixaForum Madrid, 2007
Pflanzenwand an einer Brücke in Aix-en-Provence, 2008
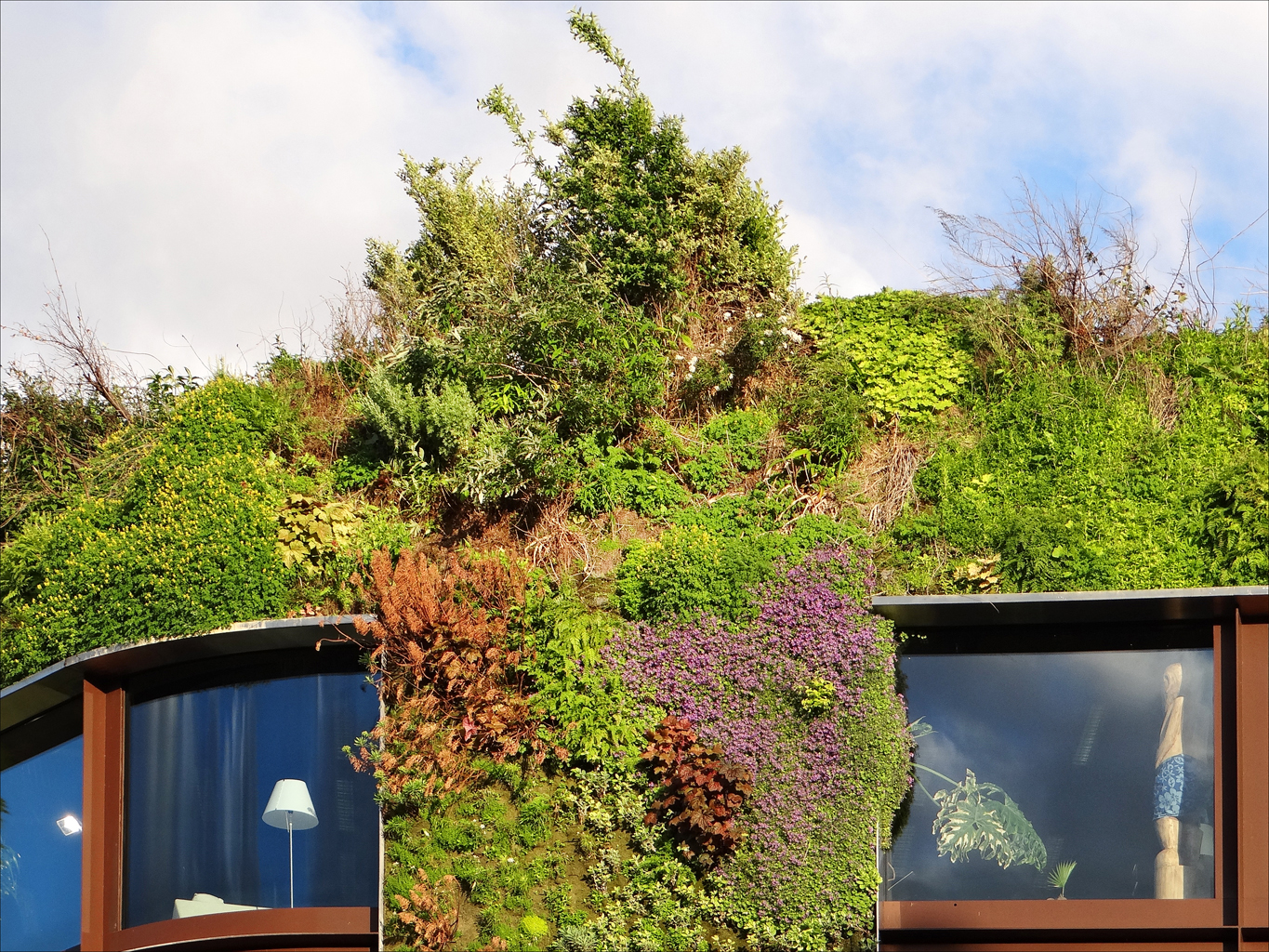
Wand am Musée du quai Branly, Paris, 2012
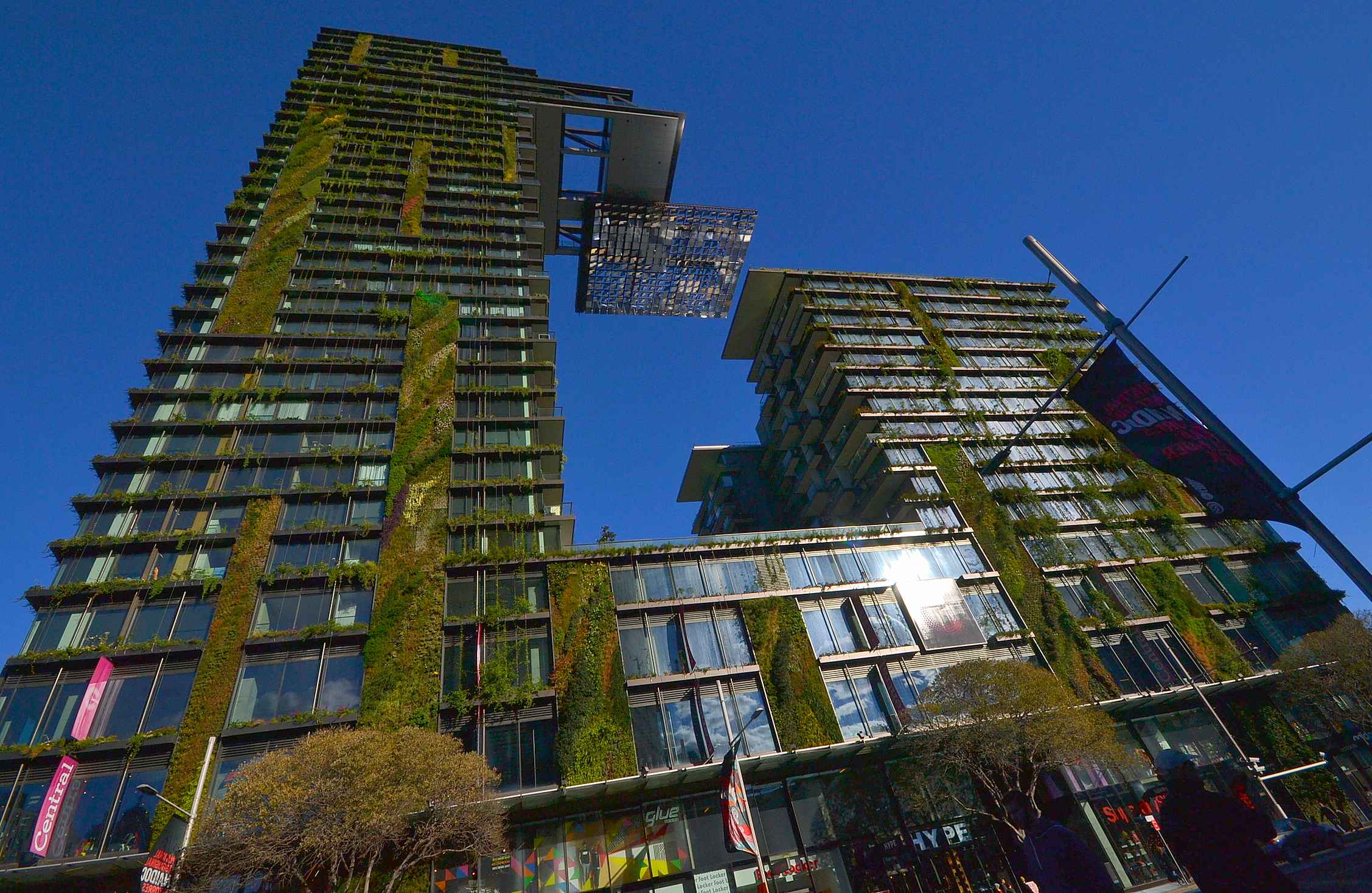
Central Park, Sydney, 2014

## Begrünte Wände  (Auswahl)
- 1998: Mur végétal über dem Eingang der Fondation Cartier, Paris
- 2001: Wand im Innenhof des Hotels Pershing Hall in Paris
- 2003: Wand der französischen Botschaft in Neu-Delhi
- 2004: Wand am Verwaltungsgebäude des Musée du quai Branly
- 2005: Einkaufszentrum Siam Paragon in Bangkok
- 2007: CaixaForum Madrid
- 2008: Mur végétal an der Fassade der Galeries Lafayette, Berlin
- 2008: Mur végétal an der Seitenwand einer Fußgängerbrücke in Aix-en-Provence
- 2010: Feuerwand, Sofitel, Wien
- 2012: Wand im KulturKaufhaus Dussmann, Berlin
- 2012: Wand in der Eingangshalle des Verwaltungsgebäudes von Weleda, Huningue[17]
- 2014: Central Park, Sydney

## Siehe auch

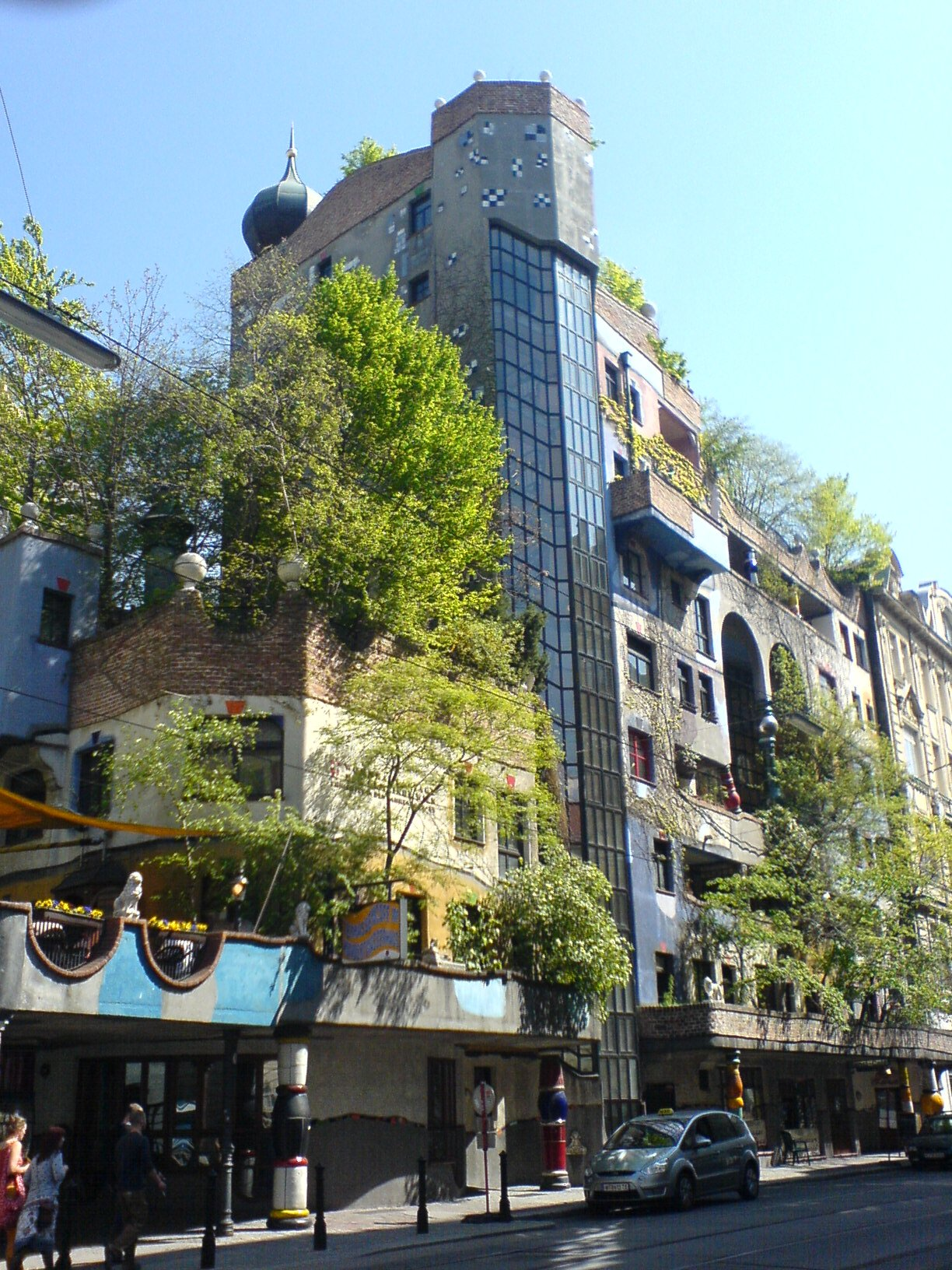
Dachbegrünung und Bäume auf dem Wiener Hundertwasserhaus von Friedensreich Hundertwasser

## Publikationen
- Être plante à l'ombre des forêts tropicales. Nathan, Paris 2002, ISBN 2-09-278476-5.
- Le bonheur d'être plante. Éditions Maren Sell, Paris 2005, ISBN 2-35004-018-6.
- Le Mur Végétal: de la nature à la ville. Préface de Jean Nouvel, photographies de Patrick Blanc et de Véronique Lalot, Éditions Michel Lafon, Neuilly-sur-Seine 2008, ISBN 978-2-7499-0685-0.
Vertikale Gärten: Die Natur in der Stadt. Übersetzt von Sabine Hesemann, Verlag Eugen Ulmer, Stuttgart 2009, 383 Farbfotos, ISBN 978-3-8001-5910-9, Bildband, Buchbesprechung:[18]

## Filme
- Ein vertikales Gartenkunstwerk für Berlin. Dokumentarfilm, Deutschland, 2013, 30 Min., Buch und Regie: Sylvia Rademacher und Martina Hiller, Produktion: rbb, Reihe: rbb Gartenzeit spezial, Erstsendung: 1. Mai 2013 bei rbb, Inhaltsangabe von rbb, (Memento vom 30. Juni 2015 im Webarchiv archive.today), online-Video.
- Vertikale Gärten. Fernsehreportage, Deutschland, 2010, 9 Min., Produktion: 3sat, Reihe: wissen aktuell, Erstsendung: 15. Dezember 2010 bei 3sat, Inhaltsangabe von 3sat.
- Im Dschungel von Patrick Blanc. Dokumentarfilm, Deutschland, USA, 2003, 26 Min., Buch und Regie: Christoph Schuch, Produktion: Ilona Grundmann Filmproduction, arte, ZDF, Reihe: Neue Gartenkunst / 21st Century Garden Art, Erstsendung: 7. Juni 2003 bei arte, Inhaltsangabe von Christoph Schuch.